# Hochhäuser in Carlsberg (Kopenhagen)
Koordinaten: 55° 40′ 8,8″ N, 12° 32′ 24″ O

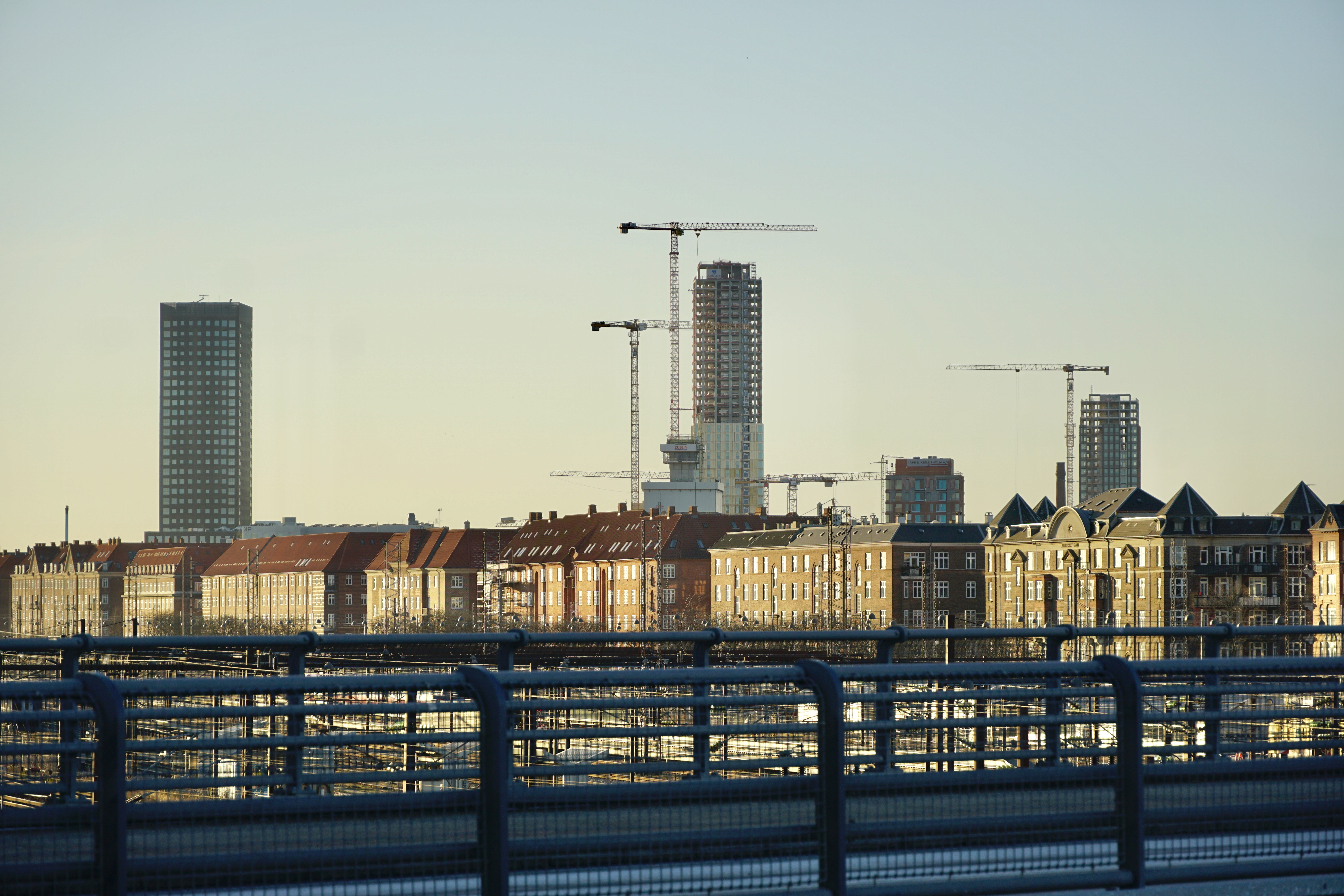
Carlsbergs Skyline vom Osten (Dybbølsbro) aus gesehen, Februar 2021

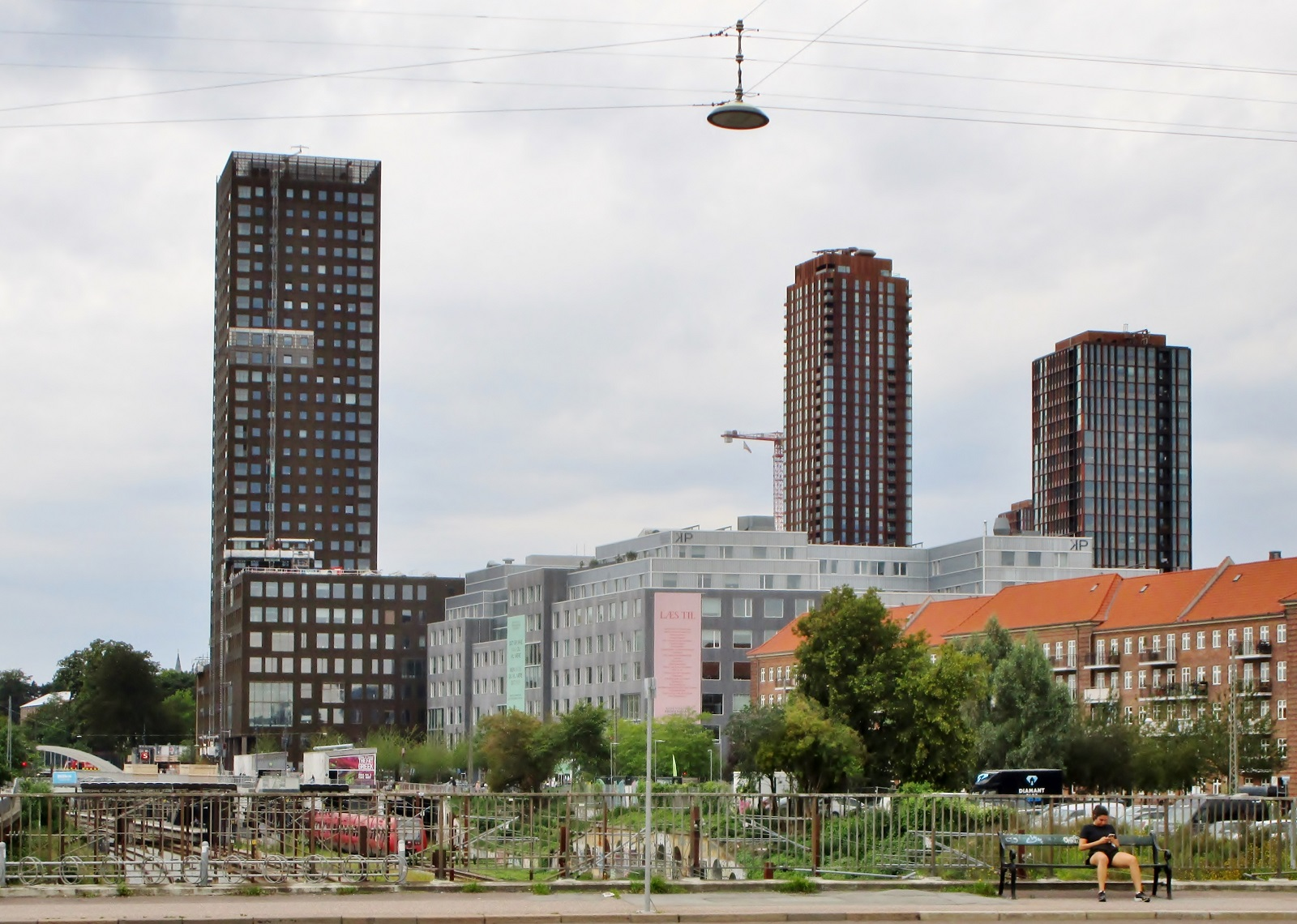
Blick vom Enghavevej, August 2023

Hochhäuser in Carlsberg (Kopenhagen) sind neun Hochhaustürme (dänisch im Singular: Tårn, im Plural: Tårnene), die nach einem städtebaulichen Masterplan zwischen 2017 und 2025 fertig gestellt werden sollen. Die Inspiration hierfür lieferte San Gimignano in der Toskana in Italien, dessen Stadtbild seit dem Mittelalter von vielen hoch aufragenden, im Querschnitt quadratischen Geschlechtertürmen geprägt wird.

## Architektur
Das Kopenhagener Stadtviertel Carlsberg (dänisch: Carlsberg Byen) entsteht westlich bis südwestlich des Hauptbahnhofs im Stadtteil Valby auf dem ehemaligen Brauereigelände Carlsberg.
Der Masterplan für das neue Stadtviertel sieht neun Hochhaus-Türme zumeist mit Wohnungsnutzung sowie viele schmale Straßen und Fußgängerzonen vor, durchsetzt mit Plätzen oder Parks. Der Masterplan wurde vom dänischen Büro Entasis erstellt. Der Plan wurde 2009 beim World Architecture Festival in Barcelona als bester Masterplan des Jahres ausgezeichnet.
Eine Hochhauswohnung in Carlsberg kostet je nach Größe zwischen 3 Millionen und 20 Millionen Dänischen Kronen (das sind zwischen 430.000 und 2.850.000 Euro).
Die Hochhaustürme sollten einige gemeinsame Merkmale aufweisen, wie zum Beispiel erdfarben, quadratisch, schlank, hoch. Sie wurden von den unten genannten Architekturbüros entworfen.
Der Dahlerups Hochhausturm und der Vogelius Hochhausturm sowie der Tuxen-Hochhausturm und der Grønlund-Hochhausturm sind jeweils Zwillingstürme und weisen daher bis auf wenige Abweichungen im Grundsatz das gleiche Design auf.
Soweit wie möglich müssen sich die Hochhäuser in die Umgebung, in der sie stehen, integrieren. Direkt gegenüber dem Alt-Industriebau der Kedelhalle, die für ihre rostigen Schornsteine bekannt ist, steht beispielsweise der Pasteur-Hochhausturm. Das bedeutet dann, dass Pasteurs Hochhausturm die gleiche Rostfarbe erhält. Dahlerups Hochhausturm steht in einem Gebiet mit vielen alten Backsteingebäuden, darunter das Elefantentor, daher wird der Dahlerup-Turm mit Ziegeln in brauner bzw. roter Farbe verkleidet.

## Die Türme
| Name           | Höhe  | Etagen              | Fertigstellung | Entwurf                                                              | benannt nach                                                                       | Bild           |
| -------------- | ----- | ------------------- | -------------- | -------------------------------------------------------------------- | ---------------------------------------------------------------------------------- | -------------- |
| Beckmanns Turm | 80 m  | 24                  | 2025           | Dorte Mandrup                                                        | S.P. Beckmann (1828–1895), Maurer des ehemaligen Unternehmensgeländes              | weitere Bilder |
| Bohrs Turm     | 100 m | 30                  | 2017           | Vilhelm Lauritzen, Christensen & Co., Cobe, Nord Architekten, Effekt | Niels Bohr, dänischer Physiker                                                     | weitere Bilder |
| Carls Turm     | 80 m  | 24                  | 2025           | Wingårdhs                                                            | Carl Jacobsen, dänischer Brauer und Kunstsammler                                   |                |
| Dahlerups Turm | 80 m  | 24                  | 2023           | Schmidt Hammer Lassen                                                | Vilhelm Dahlerup, dänischer Architekt                                              | weitere Bilder |
| Grønlunds Turm | 50 m  | 12 + 1 unterirdisch | 2021           | C.F. Møller Architects, MVRDV                                        | Carl Christian Howitz Grønlund, dänischer Botaniker                                | weitere Bilder |
| Høffdings Turm | 100 m | 29                  | 2025           | Henning Larsen Architekten                                           | Harald Høffding, dänischer Philosoph                                               | weitere Bilder |
| Pasteurs Turm  | 120 m | 37                  | 2022           | Wingårdhs                                                            | Louis Pasteur, französischer Chemiker und Mikrobiologe, Vorbild für J. C. Jacobsen | weitere Bilder |
| Tuxens Turm    | 50 m  | 12 + 2 unterirdisch | 2021           | MVRDV                                                                | Laurits Tuxen, dänischer Künstler                                                  | weitere Bilder |
| Vogelius Turm  | 80 m  | 24                  | 2022           | Schmidt Hammer Lassen                                                | Peter August Vogelius, dänischer Apotheker und Braumeister                         |                |

## Bildergalerie: fertiggestellte Hochhaustürme

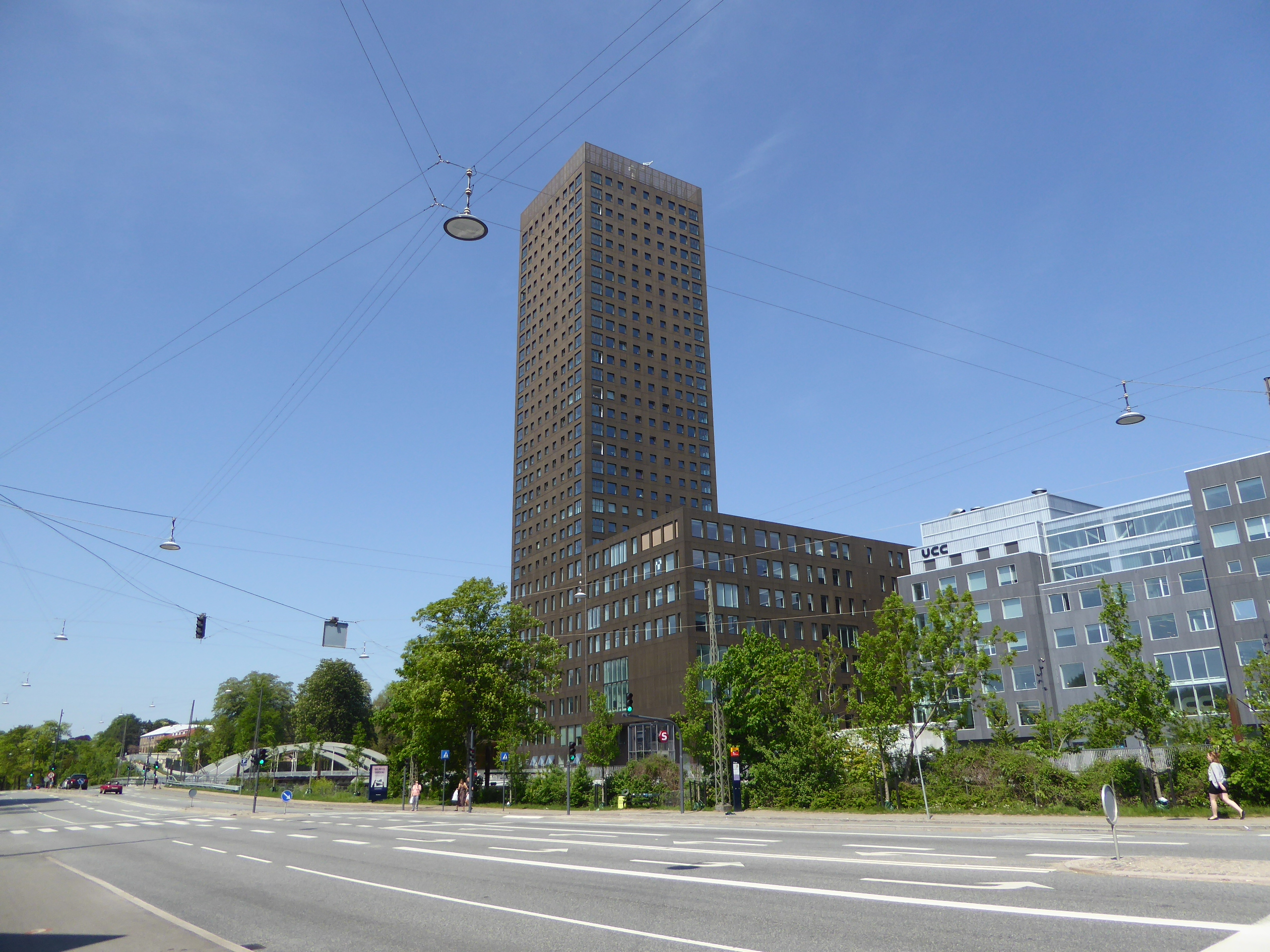
Bohrs Turm von der Vigerslev Allé aus gesehen
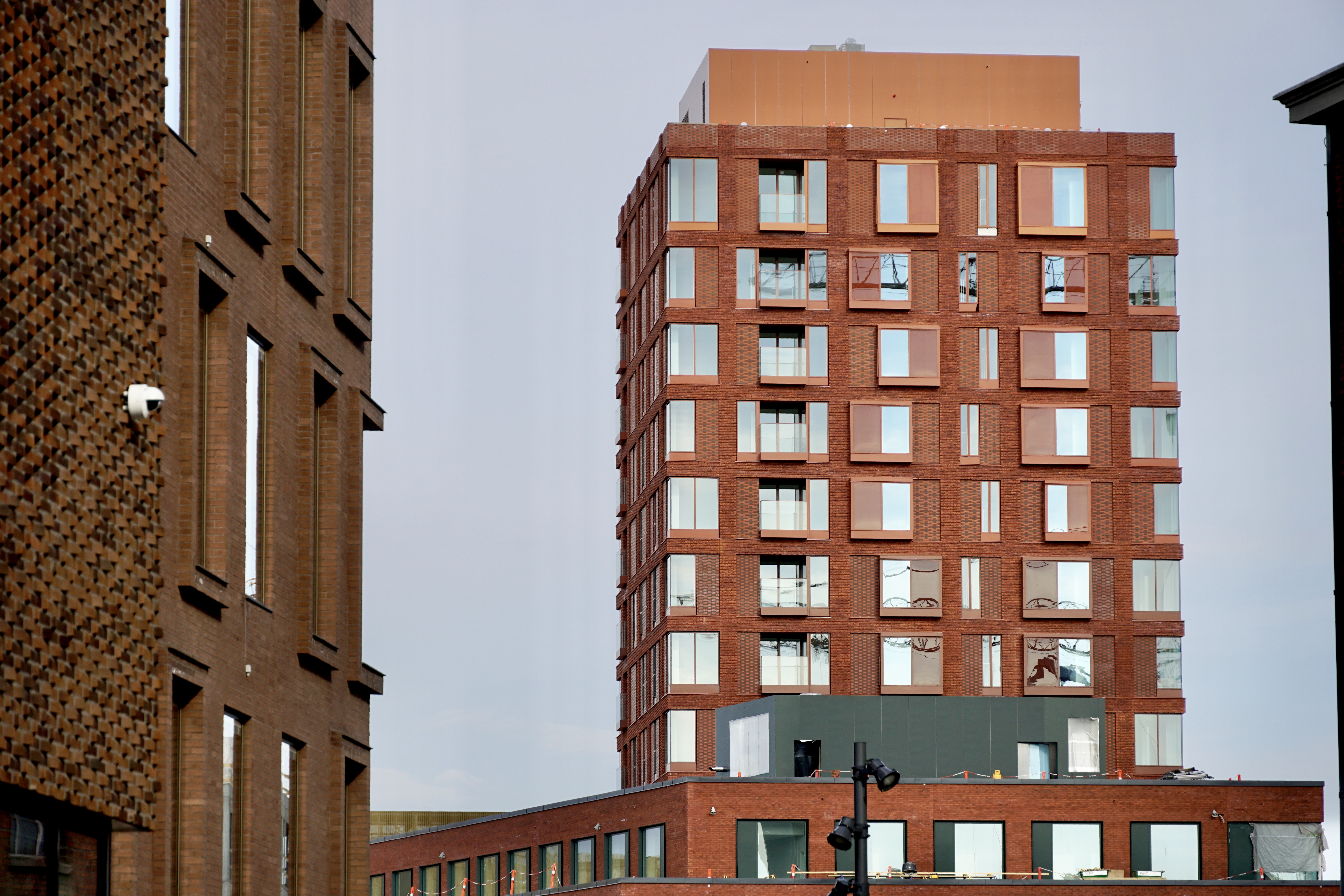
Grønlunds Turm von der Europaschule aus gesehen
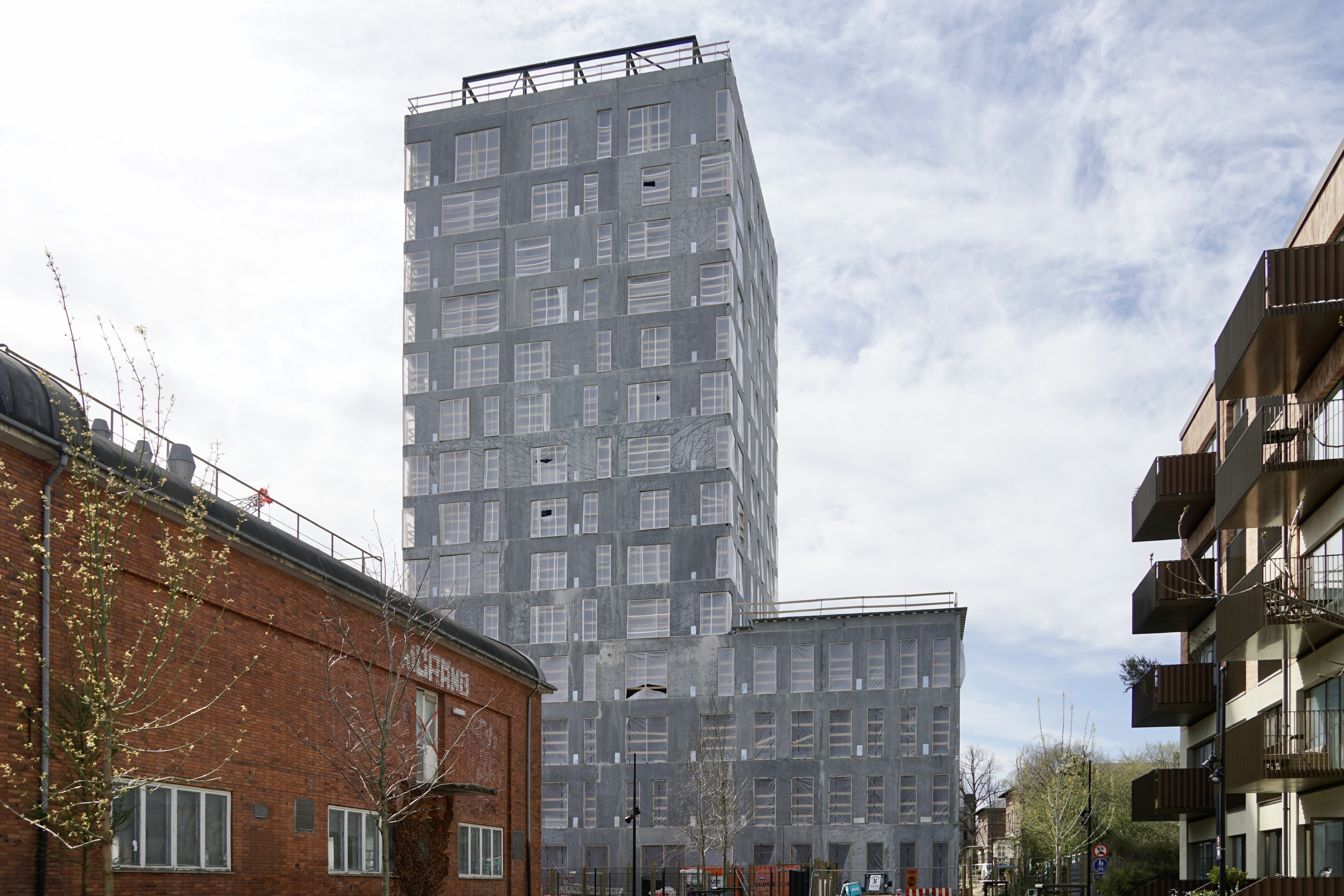
Tuxens Hochhausturm
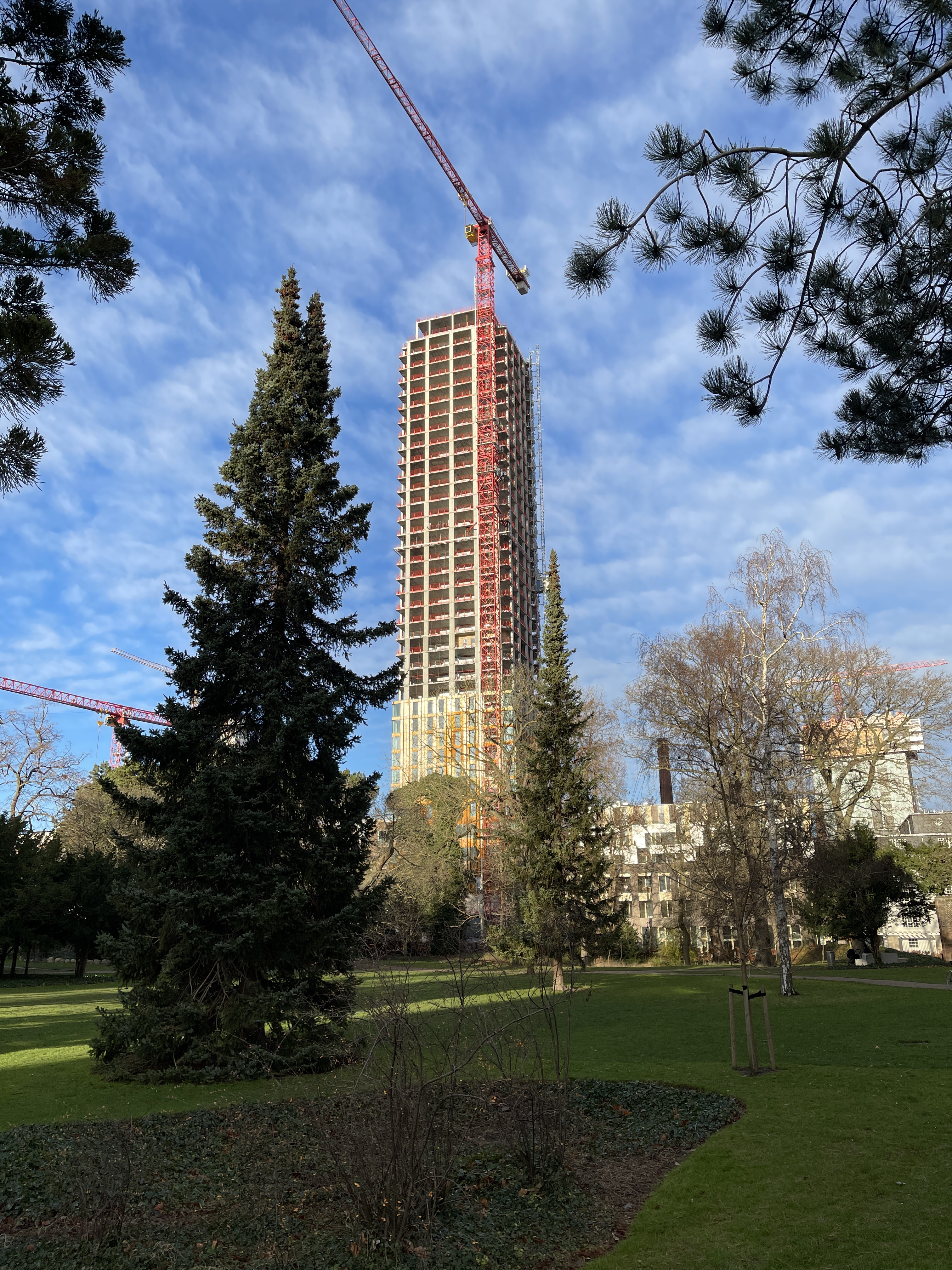
Pasteurs Turm, Dezember 2020 – 120 Meter, 37 Etagen
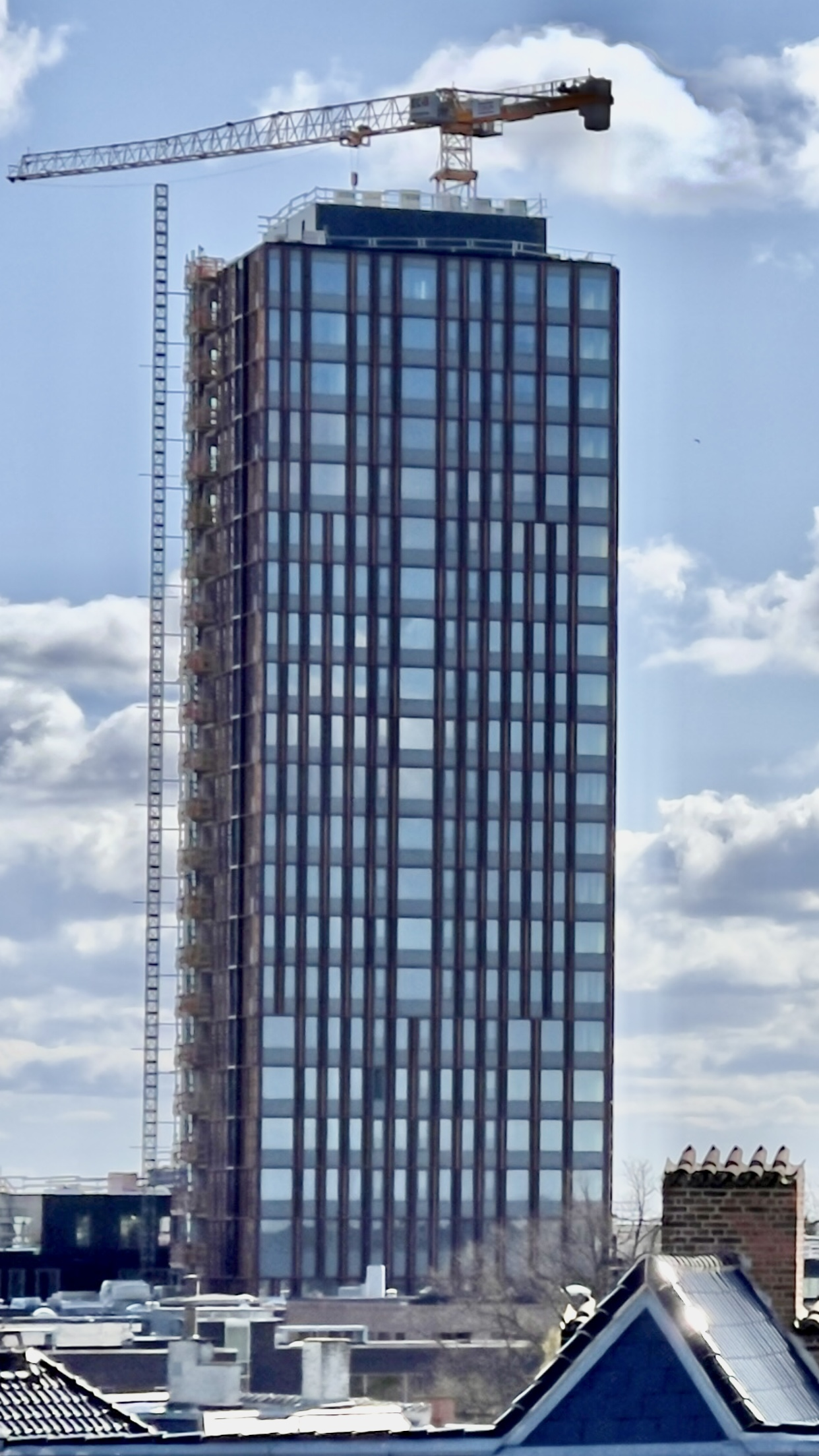
Dahlerups Turm von einem Grundstück in der Vesterbrogade aus gesehen, April 2021